# Biarritz Olympique Pays Basque

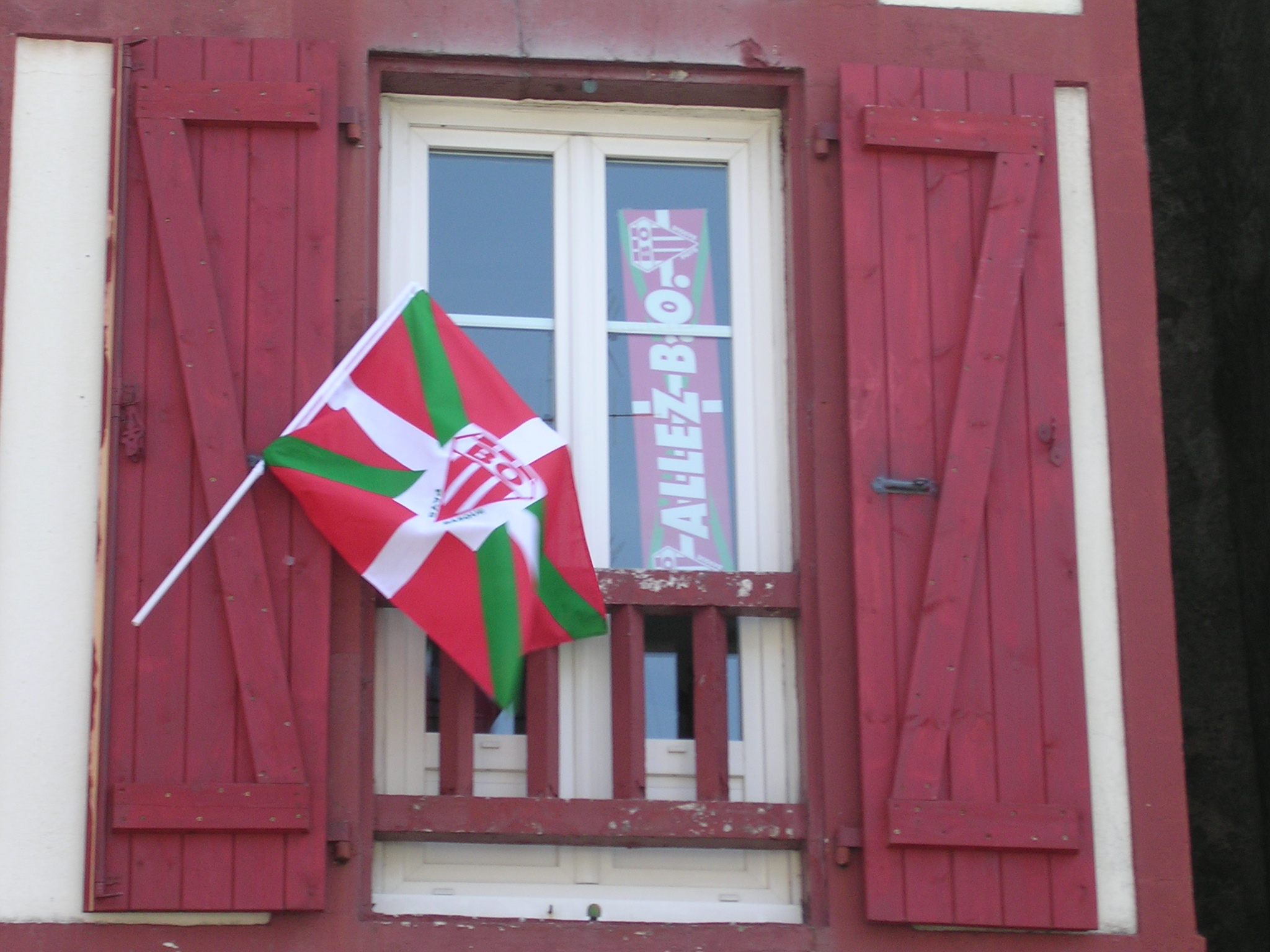
Ikurriña con el escudo del Biarritz Olympique en el centro

El Biarritz Olympique Pays Basque, Biarritz Olympique o simplemente "BO" es un equipo de rugby francés de la ciudad vascofrancesa de Biarritz (en el departamento de Pirineos Atlánticos) que juega en la 2.ª división de Francia, la Pro D2.
Juega en el estadio Parc des Sports d'Aguiléra (simplificado como Aguilera) aunque ha jugado una serie de  partidos en el Reale Arena de San Sebastián, en competiciones europeas. 
En 1898 se fundó el club bajo el nombre Amicale des anciens de Jules-Ferry cambiándolo por Biarritz Stade y volviéndolo a cambiar en 1913 por Biarritz Olympique. En 1998 cuando el club se consolida en la élite del rugby francés eligió añadir a su nombre el nombre de Pays Basque (País Vasco) dando lugar al nombre actual Biarritz Olympique Pays Basque (BOPB) con la intención de reafirmar su identidad y promocionar la región estableciendo una sólida y estable relación entre un determinado estilo de juego y por los valores fundamentales que hacen la identidad del País Vasco. Esta decisión llevó a modificar también ligeramente el escudo del club, al que se le añadió las palabras Pays Basque en verde por debajo del escudo.

## Palmarés

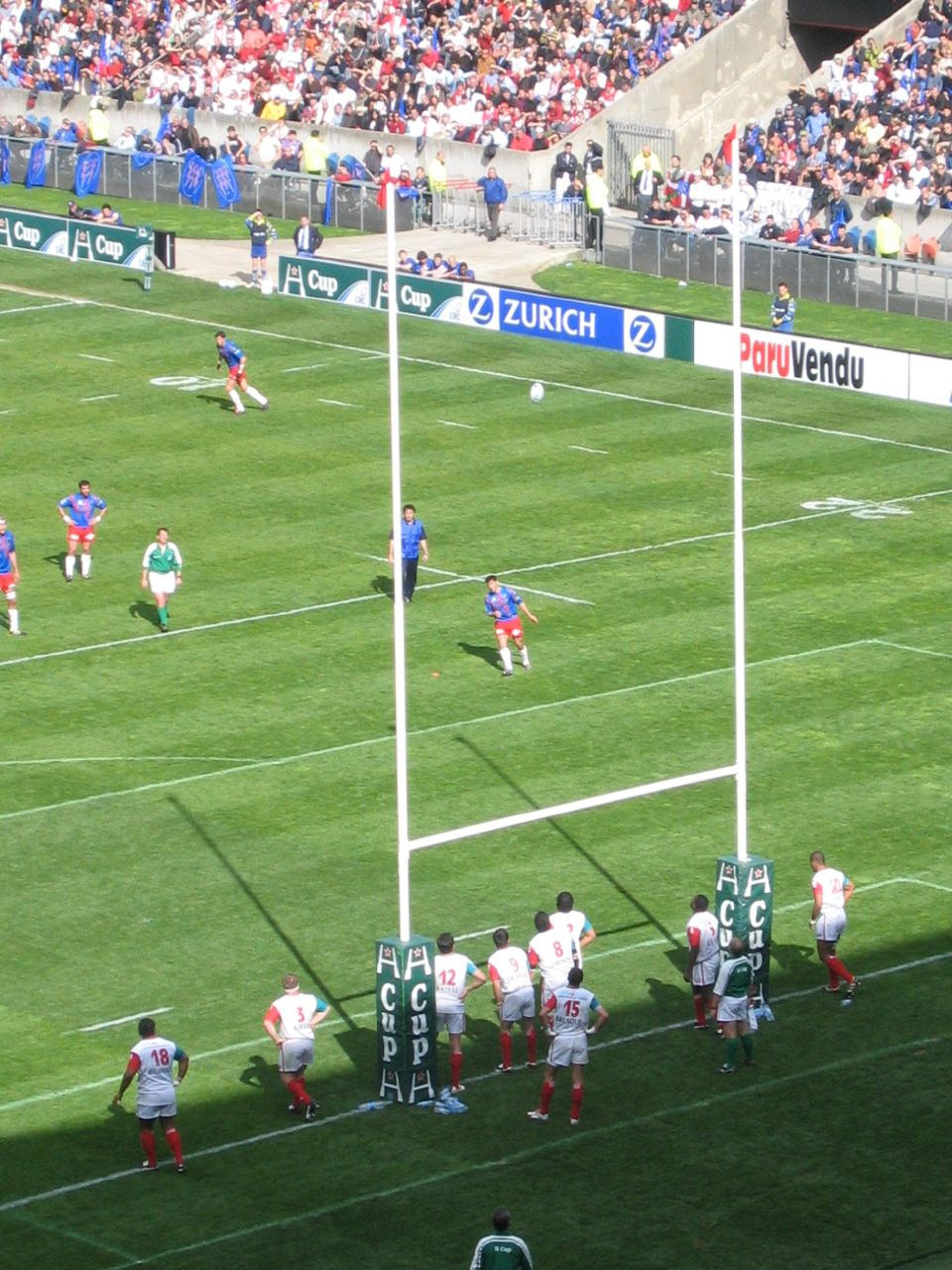
Stade Français París - Biarritz Olympique, en semifinal 2005 de la Heineken Cup

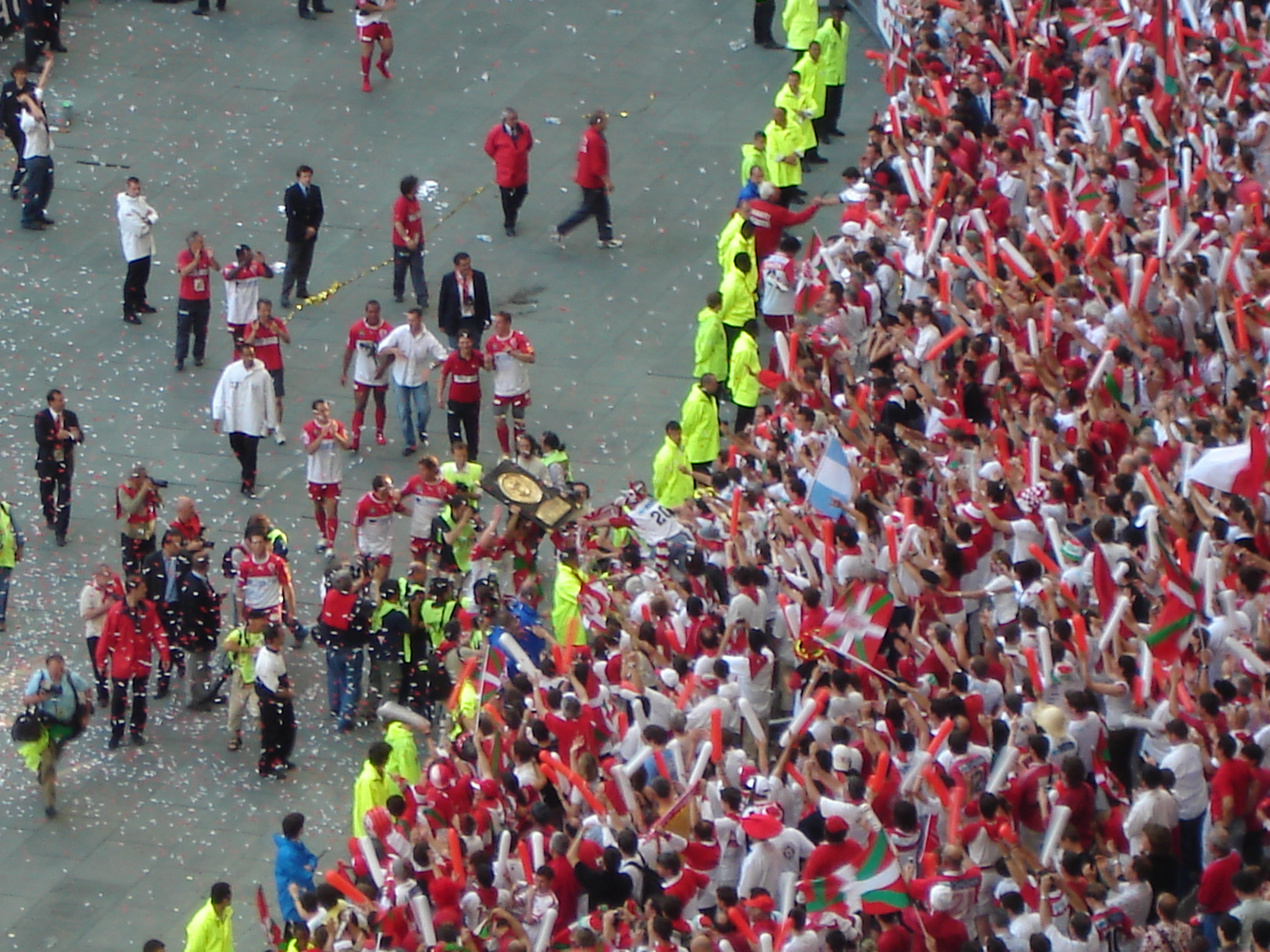
Celebración de la victoria en el Campeonato de Francia de Rugby Top 14 en 2005 en el Stade de France.

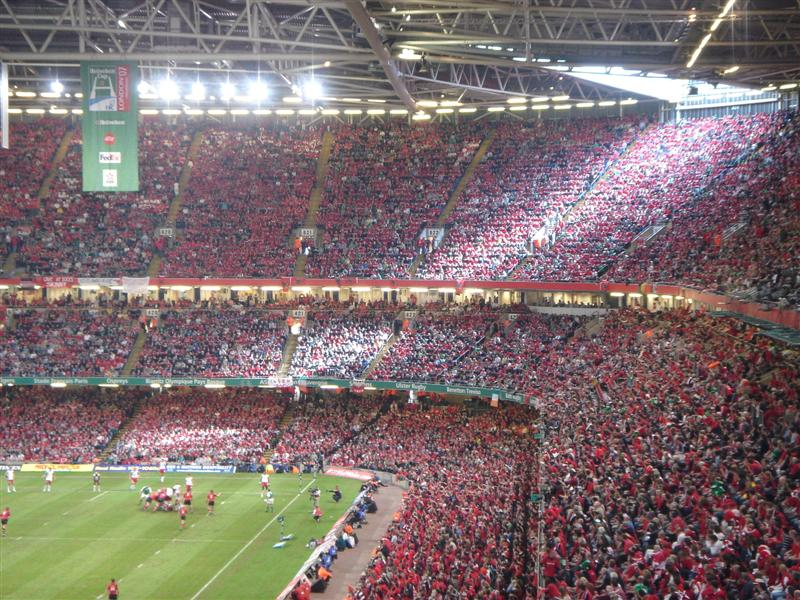
Final de la Heineken Cup 2005-06 en el Millennium Stadium entre el Biarritz Olympique y el Munster

### Torneos internacionales
- Copa Desafío Europeo de Rugby (1): 2011-12
- Subcampeón Copa de Campeones Europeos de Rugby (2): 2005-06, 2009-10

### Torneos Nacionales
- Campeonato de Francia (5): 1934-35, 1938-39, 2001-02, 2004-05, 2005-06

- Desafío Yves du Manoir (2): 1937, 2000

- Subcampeón Top 14 (3): 1933-34, 1937-38, 1991-92